# دوريس جونز (نبالة)
دوريس جونز هي نبالة كندية، ولدت في 15 نوفمبر 1988 في كندا.